# Lochgilphead
Lochgilphead (gälisch: Ceann Loch Gilb) ist eine Ortschaft in der schottischen Council Area Argyll and Bute. Sie liegt am Ufer des Meeresarmes Loch Gilp. Lochgilphead ist 43 km von Oban entfernt. Im Jahr 2011 hatte es eine Bevölkerung von 2300 Einwohnern. Es war ursprünglich ein Fischerdorf. In Kilmory Castle direkt südlich von Lochgilphead, ist heute die Verwaltung von Argyll and Bute untergebracht.

## Verkehr
Lochgilphead ist direkt an der A83 gelegen, welche die Halbinsel Kintyre mit dem Central Belt verbindet. Nach Norden führt die A816, die in Oban in die A85 übergeht.